# Ljusknekt

Ljusknekt.

Ljusknekt, i södra Sverige Ljusprofet är ett pluggformigt redskap, upptill vanligen försett med en droppskål med piggar, på vilken talgljusstumpar sätts ned. Ljusknekten sattes sedan ned i ljusstakens pipa. På så sätt kunde ljusstumparna utnyttjas till slutet och samtidigt hindras från att brinna ned i ljuspipan.
Ljusknektar var särskilt vanliga i sydsvensk allmogemiljö, och förekommer även i Danmark, där de kallas Profitpind.